# Sinus sagittalis superior
Sinus sagittalis superior är den längsta av hårda hjärnhinnan, dura maters, blodledare. Den är centralt placerad i hjärnhinnan. Via arknoidalknottorna, ett slags ventiler, tar den dessutom emot överflödig cerebrospinalvätska.